# Герб Великодолинського
Герб Великодоли́нського — офіційний символ селища Великодолинське Одеський району Одеської області, затверджений 4 вересня 2008 р. № 715-V рішенням Великодолинської селищної ради.
У золотому щиті синє виноградне гроно з зеленим листом, обтяжене щитком, поділеним ромбовидно срібним і синім за допомогою розтинів і скошень справа, золотий птах Фенікс з червоними очима і кінчиками крил. Щит вписаний у золотий декоративний картуш і увінчаний срібною міською короною. На срібному вишитому рушнику лазуровий напис «ВЕЛИКОДОЛИНСЬКЕ».